# Lino Andreotti
Lino Andreotti, all'anagrafe Angelo Andreotti (Savigliano, 1915 – Savigliano, 19 aprile 1976), è stato un alpinista e politico italiano.

## Biografia
Dopo aver conseguito il diploma di geometra, nel luglio del 1949 entra a far parte del Consorzio Nazionale Guide e Portatori del C.A.I. e nel novembre del 1951 diventa guida alpina. Le prime uscite a capo delle comitive toccano la Val Vény, il Glacier du Géant e la Tour Ronde. Nel marzo del 1952 partecipa al I Corso di addestramento sciistico per Guide e Portatori; nell’estate dello stesso anno accompagna numerosi gruppi in gita sul Col du Géant – Chamonix, attraverso la Mer de Glace.
Nel 1958 inaugurò in via Cuneo a Savigliano l'albergo-ristorante "La Gran Baita", che per quindici anni fu il ristorante più rinomato della città, apprezzato dai buongustai di tutto il Piemonte. Ebbe anche molti avventori illustri, tra cui, nel 1961, Mike Bongiorno. 
Negli anni Sessanta diventò uno dei migliori tecnici dell’edilizia di alta quota, e come tale ha legato il suo nome alla ristrutturazione da lui diretta tra il 1961-1962 del rifugio Francesco Gonella sul ghiacciaio del Dôme nel massiccio del Monte Bianco, inaugurato il 28 settembre 1962. Si occupò anche della nuova capanna “Marco e Rosa” sul Bernina (1964) e della cappella degli Alpini di Exilles, inaugurata nel 1965.
Nel 1973, dopo la scomparsa di Giuseppe Ratti, a cui era legato da fraterna amicizia, fu nominato presidente della sezione del CAI-UGET di Torino. Nel luglio del 1975 venne eletto sindaco di Savigliano. Una breve malattia lo portò alla morte il 10 aprile 1976.
Gli è dedicato il Bivacco Andreotti sulla parete sud del Monviso, a quota 3750 m.s.l.m., inaugurato nel 1981.

## Principali ascensioni

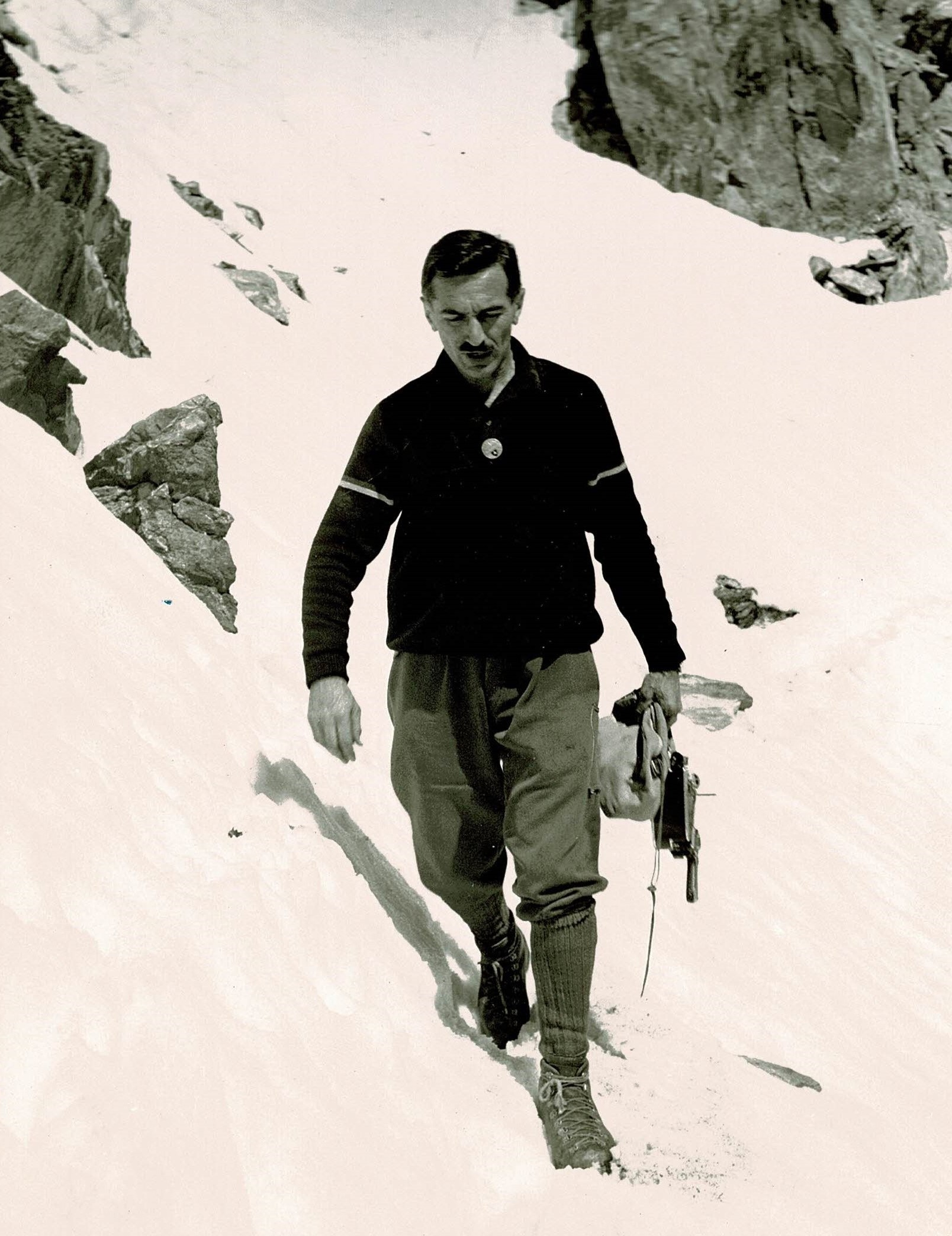
Lino Andreotti negli anni Sessanta

- 1960 – in luglio compie l'ascensione dell’Aiguille de Bionnassay e dell’Aiguille du Midi, nel gruppo del Monte Bianco.

- 1963 – in settembre, per il centenario della fondazione del Club Alpino Italiano, guida una spedizione CAI-Uget di Torino sull'Himalaya composta da dieci uomini: otto alpinisti e due studiosi. La meta è la cima inviolata del Langtang Lirung (m 7234), già tentata senza successo da alcune spedizioni giapponesi. Il 17 settembre il gruppo atterra a Katmandu ed è pronta per la lunga marcia di avvicinamento al campo base. Vengono assoldati cinque Sherpa e 160 portatori per trasportare il materiale sino al campo, sistemato a 4500 metri di altitudine come punto di partenza per guadagnare la vetta. Da lì i membri del gruppo partono a turno per fasi esplorative che durano più giorni. Il 15 ottobre è la volta di Giorgio Rossi, esperto scalatore, e Cesare Volante, alpinista valente oltreché medico. Il 17 ottobre il sole è coperto e, considerato il cattivo segno del vento che arriva da ovest, viene consigliato a Rossi e Volante di rientrare. Rispondono affermativamente ma purtroppo mezz’ora dopo i due vengono sorpresi dalla frana di un seracco. Andreotti e Guido Rossa, che li stanno osservando con il binocolo, assistono alla loro caduta e danno immediatamente l’allarme. Tutti gli alpinisti e gli sherpa si mobilitano per soccorrerli. Rossi muore sul colpo; Volante, trasportato semicosciente al campo, cade in coma e il 19 ottobre muore. Dopo aver onorato i due amici caduti, gli altri componenti della spedizione decidono di abbandonare l’impresa, ripiegando sulla conquista di tre cime più basse, facendo sventolare su di esse la bandiera azzurra del CAI[2]. Nel 1964 viene costruito il Bivacco alle Rocce Nere, nel Gruppo del Breithorn. Collocato a 3750 m, viene dedicato a Giorgio Rossi e Cesare Volante.[3]

- 1966 – in marzo, con un gruppo di alpinisti di Torino, raggiunge la cima del Jbel Toubkal (m 4125) in Marocco, la montagna più alta di tutto il Nord Africa.

- 1967 – in agosto guida una spedizione del CAI di Torino sul cratere Kibo del Kilimangiaro con 50 partecipanti, dei quali 26 raggiungono la vetta a 5963 metri.

- 1968 – in estate guida una spedizione in Messico che tocca le cime del Iztaccíhuatl (m 5286) e del Popocatépetl (m 5462). La progettata ascensione del Pico de Orizaba (m 5610) viene abbandonata per l’inclemenza delle condizioni meteorologiche.

- 1969 – in aprile è a capo di una spedizione che raggiunge la cime del Damavand (m 5610), la cima più alta dell’Iran. In agosto dello stesso anno dirige una spedizione italiana in India sul Deo Tibba nell’Himalaya occidentale, conducendo 24 alpinisti in vetta a 6001 metri di quota.

- 1970 – raggiunge la cima dell'Aconcagua (m 6961), la montagna più alta della Cordigliera delle Ande.

## Attività politica
Lino Andreotti si occupò anche di politica, dapprima come membro del consiglio di amministrazione dell’Ospedale Santissima Annunziata e poi, come indipendente eletto nelle file della Democrazia Cristiana, come assessore del consiglio comunale di Savigliano. Nel luglio del 1975 venne eletto sindaco di Savigliano. 
La vedova Anna Tagliamacco donò al Museo civico Antonino Olmo di Savigliano una ricca raccolta di oggetti e ricordi delle sue spedizioni alpinistiche. Il 18 dicembre 1977 venne inaugurata la "Sala Lino Andreotti" al primo piano del museo. Vi sono conservate fotografie e filmati con i quali Lino Andreotti documentò le sue imprese alpinistiche, i più importanti dei quali sono stati quello della costruzione del rifugio Gonella sul Monte Bianco e “Il Paese delle montagne”, girato in occasione della spedizione del 1963 sul Langtang Lirung. Su quell’impresa pubblicò anche un volume, edito nel 1966, con lo stesso titolo.